# Ralph Bushman
Ralph Bushman (1 de mayo de 1903 – 16 de abril de 1978) fue un actor estadounidense.

## Resumen biográfico
Su nombre completo era Ralph Everly Bushman, y nació en Baltimore, Maryland. Era hijo de la destacada estrella del cine mudo Francis X. Bushman y de Josephine Fladine Duval. Además fue tío materno del actor Pat Conway (1931-1981), estrella de la serie televisiva Tombstone Territory (1957-1960).
En los inicios de su carrera fue a menudo acreditado como Francis X. Bushman, Jr. A lo largo de su trayectoria, iniciada en 1920 y finalizada en 1943, trabajó en un total de cincuenta y cinco filmes.
Ralph Bushman falleció en Los Ángeles, California, en 1978.